# Stile tipografico internazionale

Tabella raffigurante il font Akzidenz Grotesk.

Lo stile tipografico internazionale (International Typographic Style), detto anche stile svizzero  (Swiss Style), o scuola svizzera, è uno stile grafico che si è sviluppato in Svizzera negli anni cinquanta e i cui punti cardinali sono la chiarezza, la leggibilità e l'obiettività, senza alcun accenno al decorativismo.
Caratteristiche ricorrenti di questo stile sono l'utilizzo di caratteri bastone come l'Akzidenz Grotesk (da cui derivarono due dei caratteri più conosciuti e utilizzati, come l'Univers e l'Helvetica), l'uso di gabbie e una preferenza per la fotografia al posto delle illustrazioni o dei disegni.
Molti dei primi lavori afferenti allo Stile tipografico internazionale utilizzano la tipografia come elementi di design assieme al bodycopy. Da quest'ultima caratteristica deriva il nome della corrente.
In pubblicità questo stile di grafica verrà impiegato con parsimonia perché ritenuto troppo freddo e poco emotivo.

## Principali esponenti
Tra le figure di spicco dello stile tipografico internazionale è possibile citare:
- Max Bill
- Richard Paul Lohse
- Josef Müller-Brockmann
- Hans Neuburg
- Carlo Vivarelli

I principi dello stile tipografico internazionale sono stati diffusi, a livello didattico, soprattutto da Ernst Keller, insegnante di grafica presso la Kunstgewerbeschule di Zurigo.
Tra gli artisti italiani che hanno sostenuto e adottato lo stile svizzero è possibile citare:
- Bob Noorda
- Massimo Vignelli
- Pino Tovaglia
- Giulio Confalonieri
- Ilio Negri
- Michele Provinciali
- Mimmo Castellano
- Giancarlo Iliprandi